# كالكي أفتار ومحمد (كتاب)
كالكي الرمزية ومحمد الصاحب (الهندية: कल्कि अवतार और मुहम्मद साहिब) هو الكتاب الذي كتبه باللغة الهندية الهندية المثقف فيد براكاش أو بادهايايا. في عام 1969، وقد نشر كتاب ساراسواتي فيدانتا براكاش سانغا. يناقش الكتاب وجود نبي الإسلام محمد في الكتب المقدسة لدى الهندوس والرمزية الهندوسية كالكي.

## أوجه التشابه الموضحة في الكتاب
بعض أوجه التشابه الرئيسية الموضحة في الكتاب هي:
- سيكون اسم كالكي ناراشانسا مما يعني مدح الإنسان ، واسم محمد يعني أيضًا مدح الإنسان.
- ولد كالكي في اليوم الثاني عشر من شهر مادو ، الشهر الأول من السنة القمرية الهندوسية ، ولد محمد بالمثل في اليوم الثاني عشر من ربيع الأول ، الشهر الأول من السنة القمرية العربية. ولد الكالكي في قرية شامبالا ، مما يعني الأرض المليئة بالنخيل ، ومكة ، مسقط رأس محمد ، مليئة بأشجار النخيل.
- سيتم تسمية والد ووالدة كالكي فيشنوياش وسوماتي ، وهذا يعني الرب والمرأة المسالمة. اسم والد محمد ووالدته هو عبد الله وآمنة ، وهو ما يعني أيضًا عبد الله والمرأة المسالمة.[12]

## استقبال
لاقى الكتاب استحسانًا من قبل العديد من علماء الهندوس والمسلمين الليبراليين وتقريباً جميع مجموعات الوحدة الهندوسية الإسلامية المعاصرة ، بالإضافة إلى العديد من العلماء الهندوس الذين انتقدوا الكتاب ونفوا صحة الادعاءات الواردة في هذا الكتاب. أصبح الكتاب لاحقًا أحد أكثر المحتويات شيوعًا لحوار الوحدة بين الهندوس والمسلمين والوعظ الإسلامي في الهند وخارجها. في غضون ذلك ، تُرجم الكتاب إلى العديد من اللغات الهندية وغير الهندية. في عام 1998 ، قام الباحث البنغالي اسیت کمار باندوبادياي بترجمة الكتاب باللغة البنغالية مع إضافة ورقته البحثية الأكاديمية الواسعة حول هذا الموضوع. ذكر ذاكر نايك بإسهاب مراجع مفصلة من هذا الكتاب في كتاباته إلى جانب ذلك ، هناك تغطية إعلامية للتحول إلى الإسلام من خلال قراءة هذا الكتاب. المندوب السامي الباكستاني أفراسياب مهدي هاشمي ناقش الكتاب بشكل كامل في فصل من كتابه ، والعديد من المقالات الصحفية تناقش الكتاب , إلى جانب كتاب عالميين مشهورين مثل صفي الرحمن المباركفوري, سامي عامري, علي أونال,نهاد خطيب أوغلو شمس نافيد عثماني,
سلطان بشير الدين محمود, دانيال زين العابدين و اخرين ناقش الكتاب على نطاق واسع في كتبهم. إلى جانب الكتاب ، تم الاستشهاد به أيضًا كمرجع في العديد من الكتب والأخبار مثل يوجيندر سيكاند ، مظفر علم ، أوتبال كيه بانيرجي ، فرانشيسكا أورسيني ، كالر كانثو إلخ. تمت أيضًا كتابة مقالات مفصلة حول الموضوع في دنيا اليومية وديلي جانج وسياسات ديلي وباكستان اليومية ونايا ديجانتا والأردية باينت.

## تحليل المسلمين
يذكر ضياء الرحمن عزمي في كتابه «دراسات في اليهودية والمسيحية ودينيل هند» (دراست في اليوديه والمسيحية واديان الحند، دراسات في اليهودية والمسيحية والدين الهندي) أن هناك تفسيران وراء ظهور الإسلام. نبوءات في الهندوسية. قد يكون أحدها أن فترة الهجرة الآرية كانت في زمن النبي إبراهيم، وفي تلك الفترة جاء نبيٌّ آخر إلى الهند، وأدرجت هذه النبوءات في ظل توجيهاته، أو كما يقول العديد من الهندوس إن ريجفيدا نُسِخ من ريجفدا. التوراة. رأي آخر هو أنه وفقًا للسلطان مبين، أستاذ اللغة السنسكريتية في كلية شبلي، فهذه اختلاقات وإضافات لاحقة من قبل الهندوس، والتي أدخلها الهندوس لإرضاء الحكام المسلمين، مثل كالكي بورانا وبهافيشيا بورانا، والتي تحتوي على العديد من النبوءات الإسلامية. يجادل عزمي بأن معظم الكتب المقدسة الهندوسية تُرجمت إلى العربية في بيت الحكمة في عهد الخليفة مأمون بن الرشيد، لكن لم يُترجم أي من مؤلفي ذلك كتب الوقت أي شيء عن هذه النبوءات في أي من كتبهم. على سبيل المثال، «تحقيق ما للهند من مقولة المقولة في العقل ومرذولة» و «تحقيق ما للهند من مقولة في العقل ومرذولة» و «تحقيق ما للهند من مقولة في العقل ومرذولة» وترجمتان عربيتان أخريان للنصوص الهندوسية المقدسة. الذي يذكر هذه النبوءات إلى جانب ذلك، فيما يتعلق بمؤلف الكتاب، فيد براكاش أوبدهياي، قال عزمي إنه على الرغم من أنه ادعى التحقق من هذه النبوءات في هذا الكتاب، إلا أنه هو نفسه لم يقبل الإسلام.
```
انتقد العالم الإسلامي البنجلاديشي 
أبوبكر محمد زكريا
 ، الذي أجرى أبحاثًا ودراسات متقدمة حول الهندوسية في 
جامعة المدينة الإسلامية
 في المملكة العربية السعودية ، الكتاب قائلاً إن كتاب أثارفيدا ، المجلد 20 ، العدد رقم 127 ، يحتوي على وصف ناراسيمسا.  الجزء الرئيسي من أثارفافيدا.  لا ، إنها تدعي أنها 
الجزء التوقعي
 والاقتران اللاحق ، وتدعي أن نبوءات النبي محمد في الكتب الهندوسية قد استخدمها الهندوس لجعل كتبهم المقدسة مقبولة لدى المسلمين ، وهو جهد ذكي.  وقت أكبر.  بداية من محاولته تملق الإمبراطور أكبر بكتابة 
اللوبانشاد
 ، ادعى أن 
بهافيشيا بورانا
 ملفقة تمامًا ومن صنع الإنسان بمراجع هندوسية.  بالإضافة إلى ذلك ، يُزعم أن جميع الكتب المقدسة الهندوسية ، بما في ذلك الفيدا ، هي تعديلات لمعتقدات شتانغا الآريين ، أحفاد ابن نوح يفتاح من إيران ، وهو من مواليد الهند. الناسك أو ديانة 
الدرافيديين
.  ينتمي إلى ابن نوح هام ، ديانات السكان الأصليين الإقليمية الهندية.  ويدعي أنه يتبنى شكلاً جديدًا في المزيج البوذي ، ويقول إنه بما أن النصوص الهندوسية لا تحتوي على توحيد الله أو الله ، فهي ليست متسقة بأي حال من الأحوال.  نشأ شكل عربي من المبادئ الأصلية للإسلام ، وهو بالأحرى فلسفة 
أدفايتا فيدانتا
 الوثنية 
وحدة الوجود
 أو 
الصوفية
 ، ولأن الهندوسية كانت عقيدة توافقية وتوفيقية من وجهة النظر الإسلامية تم تأسيسه.  جميع الكتب المقدسة الهندوسية ليست موحى بها وأدب آريا من صنع الإنسان ، وادعى أن النظرية القائلة بأن هذا الكتاب ينسب كالكي إلى محمد كانت محاولة خاطئة ومضللة.
[
34
]
```

## رابط خارجي
- Kalki Avtar aur Muhammad sahib full text on internet archive
- Kalki Avtar aur Muhammad sahib (book) online